# Мюнхенский Боккаччо
«Злоключения благородных мужей и дам» или «Мюнхенский Боккаччо» — манускрипт, датируемый 1458—1465 годами, хранится в Государственной библиотеке Баварии (Мюнхен), содержит текст «De casibus virorum illustrium» Джованни Боккаччо, переведённый с латыни на французский язык Лораном де Премьерфе и иллюстрированный миниатюрами, выполненными Жаном Фуке, а также анонимным членом его мастерской, Мастером Мюнхенского Боккаччо, получившим своё имя по наименованию рукописи.

## История
Рукопись содержит подробный колофон, где сообщается, что работа была закончена переписчиком, Пьером Фавром, кюре Обервилье, 24 ноября 1458 года. Переписчик указал имя заказчика, но оно было соскоблено с пергамента. Долгое время заказчиком считался Этьен Шевалье, пока искусствоведу Полю Дюрье не удалось в 1907 году расшифровать анаграмму «Sur Ly n’a regard», встречающуюся в нескольких миниатюрах рукописи. Заказчиком оказался Лоран Жерар (в архаическом написании LAURENS GERARD) — нотариус и секретарь короля, зять Этьена Шевалье, ставший после своего тестя государственным казначеем. Инициалы Жерара встречаются в буквицах в начале книг VII и VIII.
Рукопись упоминается в 1582 году, когда она хранилась в коллекции герцогов Баварии, которая легла в основу собрания современной Государственной библиотеки Баварии.

## Описание

### Текст
Манускрипт содержит второй перевод «De casibus virorum et feminarum illustrium» Боккаччо, выполненный Лораном де Премьерфе. В 1409 году переводчик посвятил «Des Cas des nobles hommes et femmes Жану Беррийскому». Последний изображён на миниатюре принимающим рукопись у переводчика. Сам Боккаччо посвятил произведение, описывающее превратности судьбы в ста новеллах со времён Адама до короля Иоанна Доброго, Майнардо деи Кавальканти — флорентийцу, военному на службе у неаполитанского короля, который был знаком с Боккаччо с 1361 года. Известны 69 рукописных копий текста, большей частью созданных для состоятельных заказчиков. Так, находясь в английском плену, где ему было суждено провести четверть века, книгу читал Карл Орлеанский.

### Иконографическая программа
Кроме трёх миниатюр (две из них с посвящениями — fol.4 и fol.10, а миниатюра на фронтисписе изображает суд над герцогом Алансонским), остальные 88 тематически связаны с текстом Боккаччо. Эта иконография оказала влияние на другой манускрипт — Fr.235-236 из Национальной библиотеки Франции, иллюстрированный Мастером Дюнуа.

### Миниатюра на фронтисписе

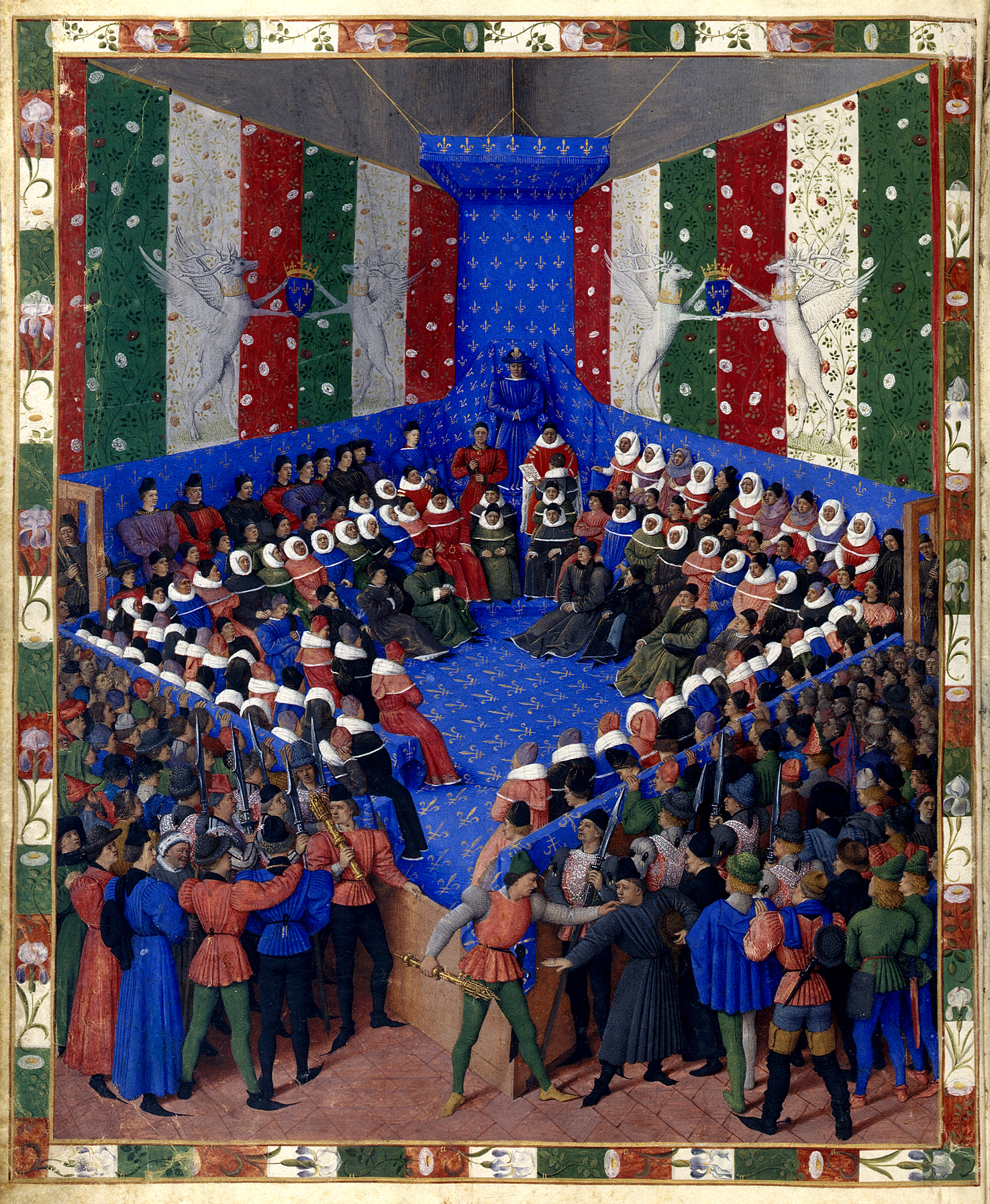
Жан Фуке. Суд над герцогом Алансонским

Миниатюра на фронтисписе — это самая известная миниатюра манускрипта и единственная, единогласно атрибутируемая Жану Фуке. Миниатюра была создана около 1459—1460 годов. Целью появления иллюстрации в манускрипте, очевидно, было представить превратности судьбы в современном мире. На фронтисписе изображён суд Карла VII над Жаном II Алансонским, состоявшийся между 26 августа и 8 октября 1458 года, в результате которого герцог был признан виновным в измене, в сговоре с англичанами, и приговорён к смертной казни. Иллюстрация близка к действительным событиям, что подтверждают многочисленные свидетельства очевидцев, оставивших описания суда.
Художник уместил на небольшой миниатюре около 200 действующих лиц: участников заседания парламента, зрителей и швейцарских гвардейцев, обеспечивающих порядок. Из них лишь немногие обладают индивидуальными чертами. Среди последних Отто Пехт отмечал смеющегося пожилого человека, изображённого в профиль на первом плане слева, считая, что это шут Гонелла. В молодом человеке у правого края миниатюры, который смотрит прямо на зрителя, некоторые исследователи склонны видеть автопортрет Фуке, несмотря на то, что художник к моменту создания миниатюры достиг достаточно зрелого возраста.